# C21H22ClNO
化学式C21H22ClNO（摩尔质量：339.86 g/mol）可能指：
- JWH-203，CAS号：864445-54-5
- JWH-206，CAS号：864445-58-9
- JWH-237，CAS号：864445-56-7